# Баба (Северна Македонија)
Баба (мкд. Баба; или Баба-планина, мкд. Баба Планина) је планина у југозападном делу Северне Македоније, која се налази неколико километара од града Битоља. Често се назива и Пелистер (мкд. Пелистер), иако је то само име њеног највећег врха. По површини на којој се простире (436 km²) она је тринаеста, а по висини (Пелистер, 2.601 m) трећа планина у Северној Македонији.
Године 1948. због природних лепота, историјског и научног значаја планине, један њен део са површином од 12.500 хектара, је проглашен за «национални парк „Пелистер”». Баба је млада веначна планина. По свом тектонском положају Баба припада геотектонској целини Западно-македонска зона. Планински масив Баба је најужнији део Родопског планинског ланца са алпским карактером.

## Географски положај
Планина Баба се налази између Пелагоније на истоку и Преспанске котлине на западу. Ова планина представља границу између Битољског поља на истоку и Ресенског поља и Преспанског језера на западу. Северна граница планине Баба је Ђавато (1.169 m), који је одваја од планине Бигла, како и мала Цапарска котлина. На југу, планина се наставља у Грчку. Преко њеног јужног дела, односно преко врха Ржана (2.334 m), пролази западни део македонско-грчке границе. Приближно 65% планинског масива Бабе се налази на територији Северне Македоније, а 35% на територији Грчке.
Планина се простире у правцу север-југ.

## Значајнији врхови
На планини постоје 24 врха виша од 2.000 метара. Најзначајнији врхови су:
- Пелистер (2.601 m) (Пелистер је трећи врх по величини у Северној Македонији одмах после Кораба и Титовог врха)
- Илинден (2.542 m)
- Два Гроба (2.514 m)
- Стив (2.468 m)
- Ветерница (2.420 m)
- Муза (2.351 m)
- Ржана/Бојаџиев врх (2.334 m)
- Широка (2.218 m)
- Грива (2.193 m)
- Козји Камен (2.182 )
- Висока Чука (2.182 )
- Бела Вода (2.156) ( Грчка)
- Скрково (2.140 m)
- Вртешка (2.010 m)
- Бабин Зуб (1.850 m)

## Клима и туризам
Клима на планини Баба је планинска, и како таква погодна је за развој планинског туризма. Туризам је почео да се развија између два светска рата. На падинама планине изграђени су бројни туристичко-рекреативни, планинарски и спортски објекти. Најатрактивнији је хотел „Молика”, док постоје и планинарски домови „Копанки”, „Големо езеро” и „Неолица”.